# SkyDoesMinecraft
SkyDoesMinecraft（スカイダズマインクラフト、別名:Sky Does Everything, NetNobody）（本名:Adam Dahlberg（アダム・ダールバーグ）、1993年1月17日 - ）は、アメリカ合衆国のYouTuberである。かつては主に『Minecraft』に関連した家族向けコンテンツを制作していたことで知られている。ダールバーグは2011年に初めてYouTubeに参加した。その後、Machinima, Inc.と契約を結び、Team Crafted（後にVision Squadに改名）として知られるYouTuberのグループに参加した。ダールバーグは2015年までに登録者数1000万人を達成し、当時YouTubeで最も人気のあるチャンネルの1つであった。 
2017年、ダールバーグは『Minecraft』のコンテンツ制作から引退し、音楽制作に専念することにした。また、コミュニティを批判し、家族向けのコンテンツを作り続けることに対して不快感があることを表明した。2022年、ダールバーグは個人的な論争の中でチャンネルを売却しようとしたが、失敗した。翌年、チャンネルへのコンテンツのアップロードを再開したが、ダールバーグにとってのコンテンツ制作への重点は低下した。

## キャリア
ダールバーグがYouTubeコンテンツの制作を開始したのは2011年、まだ10代だった頃である。主に『Minecraft』関連のコンテンツを制作しており、内容はゲームプレイやミュージックビデオなどであった。最も視聴されたビデオは、コールドプレイの曲「Paradise」のパロディである「New World」だった。2013年までに、ダールバーグはMachinima, Inc.と契約を結んだ。ダールバーグのコンテンツのほとんどが家族向けであることが注目された。ダールバーグはTeam Craftedとして知られるグループのメンバーでもあった。このグループは2013年に設立されたMinecraft YouTuberのグループである。2016年には、チーム名をVision Squadに変更した。ダールバーグは、レディー・ガガの2014年のシングル「G.U.Y.」のミュージックビデオにも出演した。2014年8月、アメリカ食品医薬品局が『Minecraft』を使った禁煙動画の制作にダールバーグを雇ったと報じられた。 
2015年までに、ダールバーグはYouTubeで登録者数1000万人を達成した。また、早くも2013年の時点で、チャンネルは週間で最も視聴されているYouTubeチャンネルになることが多かった。2015年9月、ビジネスインサイダーは、ダールバーグの登録者数が1130万人となり、同サイトで11番目に人気のあるYouTuberになったと報じた。また、ダールバーグのMinecraftスキンに基づいた玩具をJazwaresが製造し、同年初頭にはトイザらスなどの店で販売された。2016年、ダールバーグはストリーミー賞のエンターテイナー・オブ・ザ・イヤーとゲーム部門にノミネートされた。
2017年7月、ダールバーグは2本の動画で、過去数年間のゲームコミュニティの状態に不満を抱き、家族向けのコンテンツを作るのが嫌になったとして、『Minecraft』のコンテンツ制作から引退することを発表した。ダールバーグはコンテンツ制作の場を「NetNobody」という新たな音楽中心のチャンネルに移し、SkyDoesMinecraftチャンネルを「a portal for community creations（コミュニティ作品のポータル）」に変え、製作者が動画で得た収益の一部を得ることができるようになると述べた。YouTube分析ウェブサイトのSocial Bladeは、このチャンネルで公開された各動画が数千ドルの収益を生み出していると推定した。
2023年9月、ダールバーグは、コンテンツ制作にはあまり重点を置かないものの、SkyDoesMinecraftチャンネル（現在のSky Does Everything）へのコンテンツのアップロードを再開すると発表した。

## 私生活
ダールバーグは1993年1月17日に生まれ、アメリカ合衆国のワシントン州に住んでいる。また、ノンバイナリー・ジェンダーを自認しており、代名詞they/themを使用している。
2016年、ダールバーグは3年間神経性大食症を患っていたことを明かした。ダールバーグはこの障害が精神的、肉体的健康に大きな打撃を与えていたと述べている。その後、ワシントンのクリニックで数か月過ごし、それ以降は商品の売り上げの10%を回復クリニックに寄付すると発表した。
2022年1月、エリザベスという名で活動し、プライバシー上の理由からそれ以上の詳細は公表しなかったダールバーグの元パートナーは、ダールバーグが彼女を虐待し、操っていたと非難する手紙をICloudに投稿した。DramaAlertから主張の真偽についてコメントを求められたダールバーグは、「a mix（混合）」だと答えた。この主張を受けて、ダールバーグは2022年6月にSkyDoesMinecraftとSky Vs GamesのチャンネルをFameswapで売りに出しており、SkyDoesMinecraftは90万ドルで売り出されていた。いずれのチャンネルも、販売時にすべてのコンテンツが削除され、ライブ配信やコンテンツの収益化の許可があると宣伝されていた。PC Gamerのリッチ・スタントンは、収益化されたYouTubeチャンネルを販売することはYouTubeの利用規約に違反すると書いている。両方のチャンネルとも購入の申し出はなかった。